# Heelflip

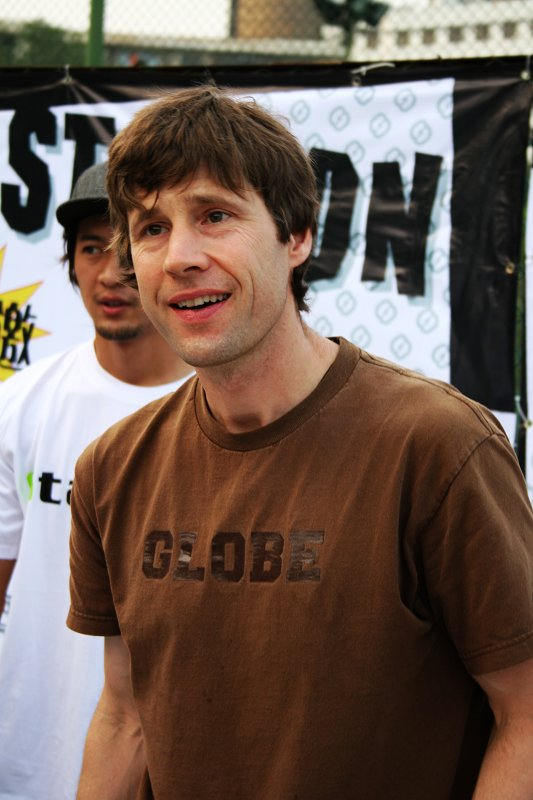
Rodney Mullen, o inventor da manobra.

Heelflip é uma manobra de skate inventada por Rodney Mullen, que dá início a muitas outras manobras. O skate sai do chão e dá um giro inteiro (ou mais de um) para o lado (isto é, para frente, em relação ao skatista).

## Variações
O heelflip possui diversas variações:
Pegasus Flip: Acertada pela primeira vez na história do skate pelo atleta Brasileiro Diogo de Meneses, consiste na junção do: Nollie Shove-it + Quádruplo Heelflip (4 giros), manobra de nível extremamente difícil.
Hotfoot Flip: Consiste na combinação da manobra Nollie Shove-it e da manobra Triple Heelflip. Foi executada pela primeira vez no skate pelo atleta Divinópolitano Diogo de Meneses.
Varial heelflip: Heelflip com giro de 180°, ou seja, a tail do skate irá para frente (trocar a base do skate), ao mesmo tempo em que se faz um heelflip.
Laser Flip: Heelflip com giro de 360º, ou seja, a tail do skate vai ir para frente e voltar para trás novamente (vai dar um giro inteiro), ao mesmo tempo em que da um heelflip.
Double heelflip: Heelflip com dois giros, Quando ao invés de o skate girar apenas uma vez para frente, ele gira duas vezes.
360° varial double heelflip: Heelflip com dois giros e mais um giro de 360° (troca e base). Uma combinação do varial heelflip com double heelflip, ou seja, a tail do skate dá um giro inteiro, ao mesmo tempo em que dá dois giros no skate (double heelflip).